# To Hudig
Catharina Elisabeth (To) Hudig (Rotterdam, 27 september 1922 – Zeist, 16 augustus 2010) was een Nederlands verzetsstrijdster tijdens de Tweede Wereldoorlog. Na de oorlog werd ze arts.

## Levensloop
To Hudig werd geboren in Rotterdam, als dochter van Jan Hudig en Emma Roos. Ze was een zus van Olga Hudig. In 1941 slaagde ze voor het eindexamen HBS-B aan het Rotterdamsch Lyceum. Ze ging daarna geneeskunde studeren in Utrecht. Ze werd lid van de UVSV. Ze woonde op een kamer in de Heerenstraat.

### Tweede Wereldoorlog
To Hudig werkte aanvankelijk als losse kracht voor het Utrechts Kindercomité. Nadat in 1943 om diverse redenen veel leden waren weggevallen of afgehaakt, werd ze een vaste medewerker van het comité. Ze hield zich bezig met de verzorging van kinderen die al op onderduikadressen geplaatst waren. Verder hielp ze haar zus Olga met het vinden van nieuwe onderduikadressen. 
Hudig was bevriend met Ankie Stork, die op hetzelfde adres in de Heerenstraat woonde. Hoewel ze niet of nauwelijks samenwerkten, liep Hudig na de arrestatie van Stork, in mei 1944, wel gevaar. Jo van Koeverden regelde een onderduikadres in de Koekoekstraat, waar To en Olga tot aan het einde van de oorlog hebben verbleven.

### Na de oorlog
Na de oorlog pakte Hudig haar studie weer op. In 1951 behaalde ze haar artsexamen. In 1957 verhuisde ze van Utrecht naar Zeist. Ze werkte als internist.
To Hudig overleed in 2010 in Zeist. Ze bleef ongehuwd. 

## Trivia
- Het Stadsarchief Amsterdam erfde een aquarel van Piet Mondriaan uit 1908 van haar.[4]